# Rob Dillingham
Robert Deon Potasi "Rob" Dillingham (Hickory, Carolina del Norte; 4 de enero de 2005) es un baloncestista estadounidense que pertenece a la plantilla de los Minnesota Timberwolves de la NBA. Con 1,85 metros de estatura, juega en la posición de base.

## Trayectoria deportiva

### Universidad
Tras dejar la Donda Academy, la escuela privada de secundaria de Kanye West, jugó un año en la liga profesional Overtime Elite. Tras esa temporada se incorporó a los Wildcats de la Universidad de Kentucky, donde jugó una temporada en la que promedió 15,2 puntos, 3,9 asistencias, 2,9 rebotes y 1,0 robos de balón por partido. Al término de la misma fue incluido en el segundo mejor quinteto de la Southeastern Conference, en el mejor quinteto de novatos y elegido mejor sexto hombre de la conferencia. Al término de esa temporada se declaró elegible para el Draft de la NBA, renunciando al resto de su carrera universitaria.

#### Estadísticas
| Año     | Equipo   | PJ | PT | MPP  | %TC  | %3P  | %TL  | RPP | APP | ROB | TPP | PPP  |
| ------- | -------- | -- | -- | ---- | ---- | ---- | ---- | --- | --- | --- | --- | ---- |
| 2023–24 | Kentucky | 32 | 1  | 23.3 | .475 | .444 | .796 | 2.9 | 3.9 | 1.0 | .1  | 15.2 |
| Total   | Total    | 32 | 1  | 23.3 | .475 | .444 | .796 | 2.9 | 3.9 | 1.0 | .1  | 15.2 |

### Profesional
Fue elegido en la octava posición del Draft de la NBA de 2024 por los San Antonio Spurs. Sin embargo, esa misma noche fue traspasado a los Minnesota Timberwolves a cambio de una selección de primera ronda del draft protegida de 2030 y una selección de primera ronda desprotegida de 2031.

## Estadísticas de su carrera en la NBA

### Temporada regular
| Año     | Equipo    | PJ | PT | MPP  | %TC  | %3P  | %TL  | RPP | APP | ROB | TPP | PPP |
| ------- | --------- | -- | -- | ---- | ---- | ---- | ---- | --- | --- | --- | --- | --- |
| 2024-25 | Minnesota | 49 | 1  | 10.5 | .441 | .338 | .533 | 1.0 | 2.0 | .4  | .0  | 4.5 |
| Total   | Total     | 49 | 1  | 10.5 | .441 | .338 | .533 | 1.0 | 2.0 | .4  | .0  | 4.5 |

### Playoffs
| Año   | Equipo    | PJ | PT | MPP | %TC  | %3P  | %TL  | RPP | APP | ROB | TPP | PPP |
| ----- | --------- | -- | -- | --- | ---- | ---- | ---- | --- | --- | --- | --- | --- |
| 2025  | Minnesota | 3  | 0  | 5.3 | .375 | .500 | .500 | .7  | 2.3 | .0  | .0  | 2.7 |
| Total | Total     | 3  | 0  | 5.3 | .375 | .500 | .500 | .7  | 2.3 | .0  | .0  | 2.7 |